# Europese boerenprotesten in 2024

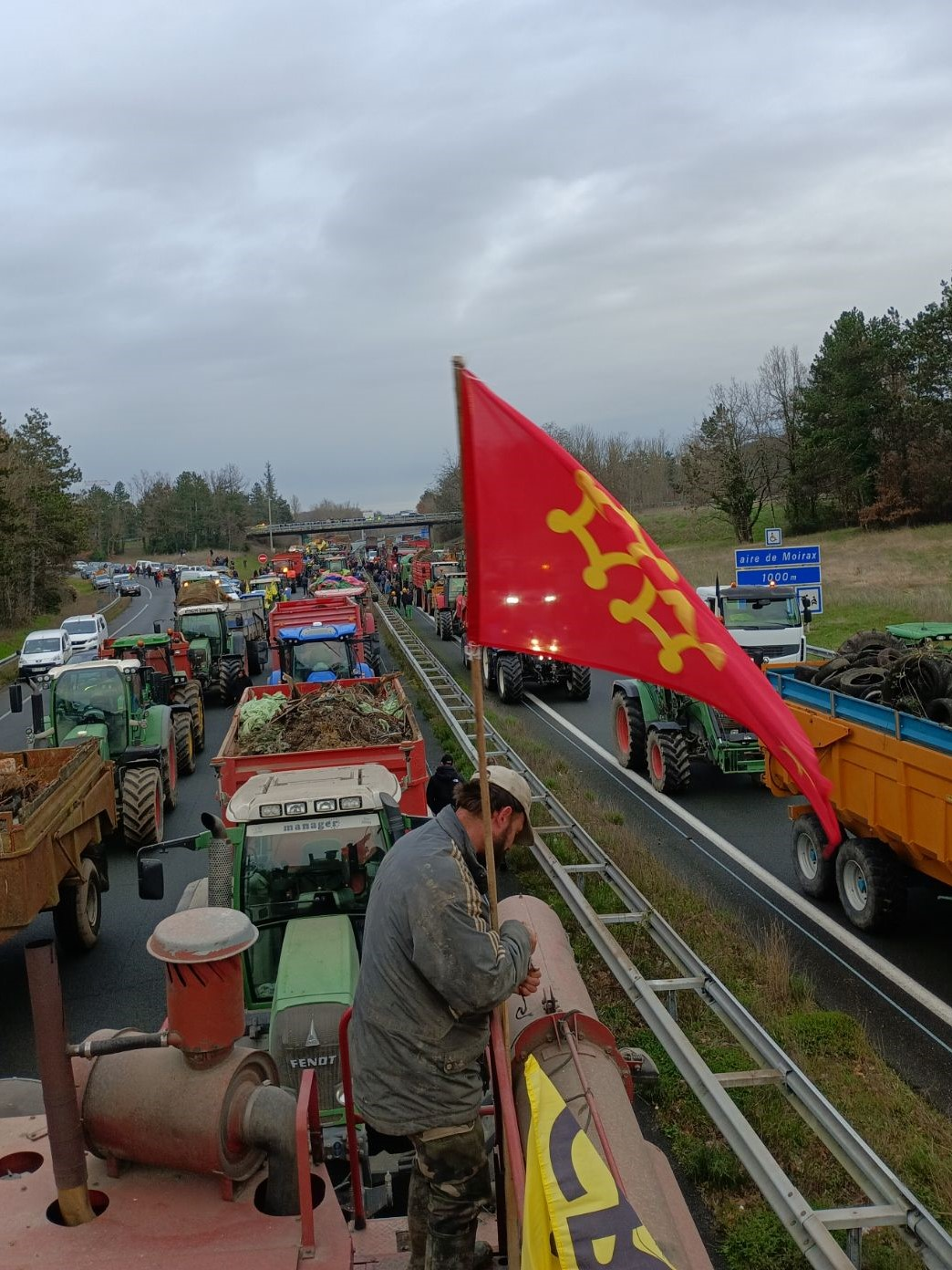
Occitaanse boeren in Agen op 22 januari 2024.

In januari en februari 2024 laaiden in verschillende landen van de Europese Unie, onder meer in België en Nederland, Frankrijk, Duitsland, Spanje, Polen en Roemenië, boerenprotesten op. Hoewel niet alle categorieën van boeren deelnamen aan het protest, en de onvrede vaak op uiteenlopende motieven steunde, richtten de bezwaren zich toch voornamelijk op het “inconsistente en richtingloze” landbouwbeleid van de EU, meer bepaald:
- de Europese Green Deal
- de toegenomen complexiteit van het regelgevend kader, smalend regelneverij genoemd
- de vrijhandel, waardoor Europese landbouwproducten moeten concurreren met afzet uit landen met laksere regulering
- andere voor de landbouw “beperkende” maatregelen zoals het wateronttrekkingsbeleid, de brandstoftaks of de grensheffingen.[1]

De protesten werden in vele gevallen op touw gezet door de grote boerensyndicaten.

## Landen
Een onvolledig overzicht van de protesten in Europa:
| Land        | Hoofdoorzaak | Reactie van de overheid                                                                                               | Impact op de sector                                 |
| ----------- | --- | --- | --------------------------------------------------- |
| Duitsland   | Afschaffing van belastingvrijstellingen | Herziening van maatregelen                                                                                            | Hoge spanning in de sector                          |
| Frankrijk   | Milieuregelgeving, energiekosten, overeenkomst met Oekraïne en Mercosur | Dialoog met boeren | Nationale mobilisatie                               |
| Griekenland | Kosten en natuurrampen | Beperkte financiële steun                                                                                             | Crisis in de productie                              |
| Italië      | Bureaucratie, goedkope import van buiten de EU, brandstofkosten, EU-milieumaatregelen | Begrip, dialoog | Spanning in de sector                               |
| Litouwen    | Verbod op Russische goederen | Nationale mobilisatie                                                                                                 | Litouwse exportcrisis                               |
| Polen       | Overeenkomst met Oekraïne | In afwachting van reactie                                                                                             | Hoge spanning in de sector                          |
| Roemenië    | Overeenkomst met Oekraïne | In afwachting van antwoord                                                                                            | Onrust op de markt                                  |
| Spanje      | GLB-hervorming, Groen pact en invoer van Marokkaanse agrovoedingsproducten, controle van etikettering, hervorming van dierenwelzijnswetten en bescherming van soorten die vee bedreigen, over de sloop van dammen, belastingverlagingen, tegen klimaatgeo-engineering CPM, bureaucratie. | Evaluatie van gezamenlijke acties van landbouwers en veehouders en mogelijke steun aan andere sectoren zoals vervoer. | Ontevredenheid in de sector. Nationale mobilisatie. |
| Tsjechië    | Hoge energiekosten, goedkope import uit Oekraïne, Groen pact. | Afwijzend. | Ontevredenheid in de sector.                        |

### België
Op 1 februari 2024 betoogden de boeren in de Europese wijk van Brussel, naar aanleiding van een Europese Raad. Volgens de politie waren al 1.000 tractoren in actie gekomen. Ook elders in België werden blokkades opgeworpen.

### Nederland
Aanhoudende protesten, wegblokkades en demonstraties waren ook in Nederland uitingen van het ongenoegen in de landbouwsector.

### Duitsland
De boerenprotesten in Duitsland begonnen op 15 december 2023, en waren gericht tegen de federale regering van kanselier Olaf Scholz, in het bijzonder de belastingverhogingen voor boeren, als gevolg van het algemene begrotingstekort voor 2024. Bovendien kondigde de minister van Landbouw de afschaffing aan van subsidies voor landbouwdiesel en de invoering van een wegenbelasting voor landbouwvoertuigen. De protesten, die werden gesteund door de boerenorganisatie Landwirtschaft verbindet Deutschland (LsV Deutschland), omvatten een grote demonstratie in Berlijn en het ophangen van laarzen als stil protest. Tot de politieke eisen van de demonstranten behoren de annulering van de geplande belastingverhogingen en verdere maatregelen ter ondersteuning van de landbouw. Hoewel de federale regering gedeeltelijk akkoord ging met de eisen, verwierpen de Duitse Boerenbond en LsV Deutschland de voorstellen als ontoereikend en eisten ze de volledige afschaffing van alle bijkomende lasten.
LsV Deutschland presenteerde op 14 januari 2024 een vijfpuntenprogramma, met als belangrijkste eisen: bindende criteria voor geïmporteerde landbouwproducten, verplichte etikettering van de herkomst van buitenlandse landbouwproducten, een verbod op dumping in de Wet zorgvuldigheid toeleveringsketen, een verbod op oneerlijke handelspraktijken, regulering van wolvenpopulaties op het platteland en vermindering van de bureaucratie.
Talrijke beroepsverenigingen, organisaties en burgers spraken hun actieve steun uit aan de boerenprotesten. Ook politieke partijen zoals de Freie Wähler (Beieren) en de Alternative für Deutschland hebben zich solidair verklaard met de protesten, hoewel de AfD principieel subsidies afwijst. Verschillende politici betoonden steun of begrip, onder meer van de Union (CDU/CSU), en Sahra Wagenknecht.
De wegversperringen van de boeren leidden in enkele gevallen tot gewelddadige en strafbare handelingen tegen de protesterende boeren.

### Frankrijk

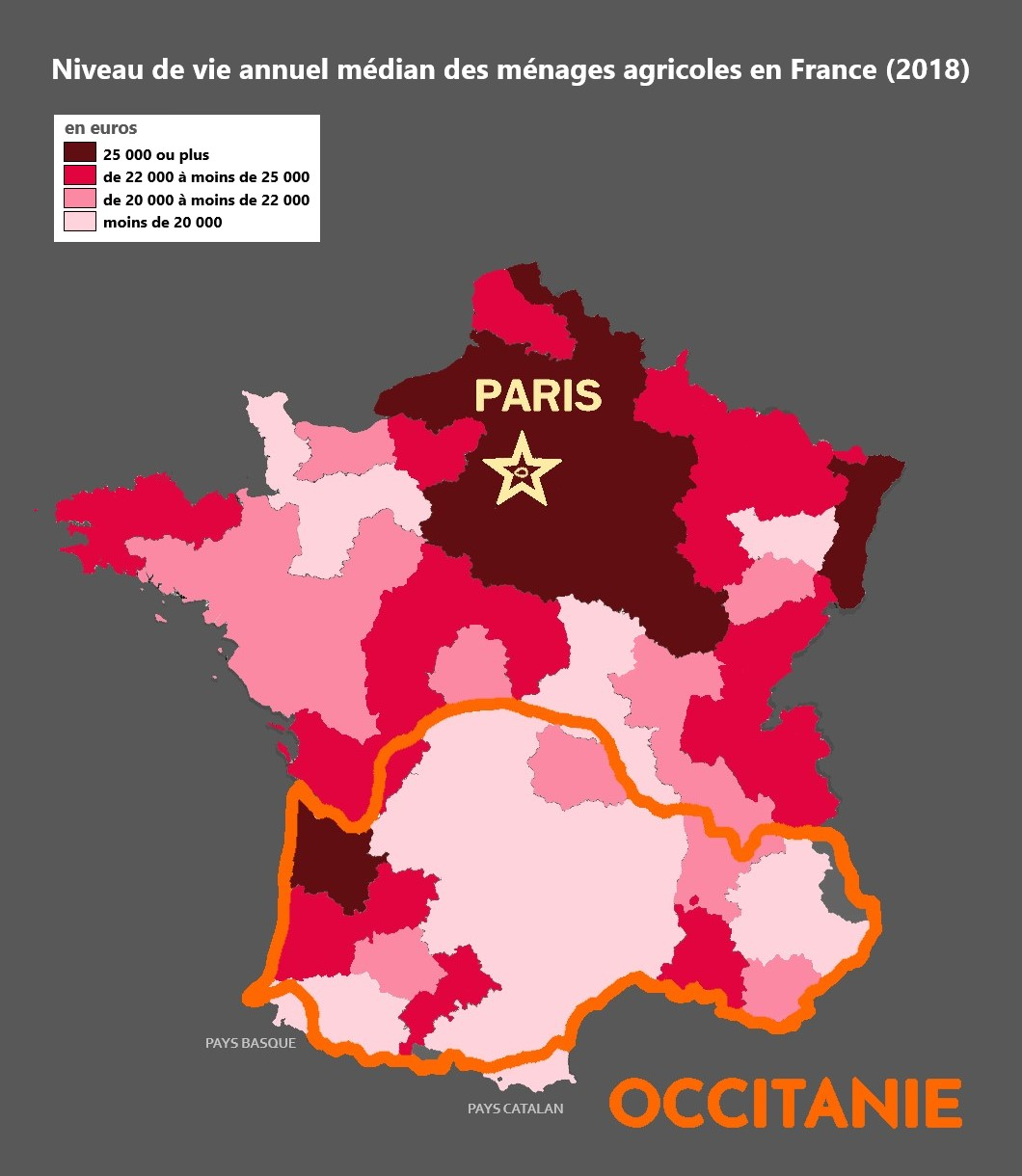
Kaart van het boereninkomen in Frankrijk in 2018. In Frankrijk verscheen de boerenbeweging voor het eerst in Occitanië (18 januari 2024), waar boeren veel armer zijn dan in de regio Parijs

In Frankrijk ging het om een reeks demonstraties en wegversperringen die voornamelijk werden georganiseerd door de landbouwsyndicaten (FNSEA, Jeunes Agriculteurs, Coordination Rurale, Confédération Paysanne) sinds 18 januari 2024. Boeren uitten hun woede en eisten betere werkomstandigheden, dit vanwege dalende inkomsten en stijgende kosten, oneerlijke concurrentie door vrijhandelsverdragen, overmatige regelgeving, belastingen, bepaalde aspecten van EU-landbouwregelgeving en Franse overheidscontroles. Ze eisten concrete en snelle actie van de regering. Na meer dan een week van protesten kondigde premier Gabriel Attal op 26 januari maatregelen aan, maar deze werden door velen als onvoldoende beschouwd. Op 29 januari werden acht snelwegen rond Parijs deels geblokkeerd en werden boerensyndicaten ontvangen door de regering. Het protest duurde voort, de eerste dagen van februari.
Het protest volgde op een jaar van extreme weeromstandigheden en sociale onrust, en begon met vreedzame acties in oktober 2023.
Uit een opiniepeiling bleek massale publieke steun voor de boeren, hoewel sommige milieuactivisten kritisch waren over de gewelddadige acties en een verschil in behandeling zagen in vergelijking met hun eigen bewegingen.

### Andere landen
- In Griekenland demonstreerden de boeren tijdens Agrotica 2024, een belangrijke landbouwbeurs in Thessaloniki, van 1 tot 4 februari. De protesten gingen ook gepaard met wegblokkades.[3]
- In Italië trokken landbouwers op 5 februari in tractorkonvooien naar Rome; in Milaan trokken boze boeren met een koe door het financieel district. De protesten werden georganiseerd door individuele groepen, en niet door Coldiretti, de belangrijkste Italiaanse landbouwlobby, die nauwe banden heeft met de regering.[4]
- In Roemenië blokkeerden boze boeren en truckers met ongeveer 4.500 vrachtwagens en tractoren de toegnagswegen naar grote steden in heel het land. Premier Marcel Ciolacu beloofde vaart te zetten achter wetgeving die aan de eisen van de demonstranten zouden moeten tegemoet komen.[13]

## Reacties
- Onder druk van de protesten liet de Europese Commissie belangrijke passages in een voorstel voor een nieuwe doelstelling voor 2040 voor het verminderen van de uitstoot van broeikasgassen vallen.[14]
- Eveneens onder druk van de protesten stelde de Europese Commissie voor haar plannan voor het terugdringen van chemische bestrijdingsmiddelen op te bergen: “het voorstel is een symbool van polarisering geworden”.[15]